# West Lilburn
West Lilburn var en civil parish 1866–1955 när det uppgick i Lilburn, i grevskapet Northumberland i England. Civil parish var belägen 20 km från Alnwick och hade 132 invånare år 1951.